# Luoppa
Luoppa är en sjö i Jokkmokks kommun i Lappland och ingår i Luleälvens huvudavrinningsområde. Sjön har en area på 0,139 kvadratkilometer och ligger 274,8 meter över havet. Sjön avvattnas av vattendraget Kvarnbäcken (Sjaterimbäcken).

## Delavrinningsområde
Luoppa ingår i det delavrinningsområde (740273-167699) som SMHI kallar för Mynnar i Vajkijaure. Medelhöjden är 287 meter över havet och ytan är 11,01 kvadratkilometer. Räknas de 4 avrinningsområdena uppströms in blir den ackumulerade arean 79,41 kvadratkilometer. Kvarnbäcken (Sjaterimbäcken) som avvattnar avrinningsområdet har biflödesordning 3, vilket innebär att vattnet flödar genom totalt 3 vattendrag innan det når havet efter 184 kilometer. Avrinningsområdet består mestadels av skog (59 procent) och sankmarker (37 procent). Avrinningsområdet har 0,14 kvadratkilometer vattenytor vilket ger det en sjöprocent på 1,3 procent.